# 江誠榮
江誠榮   ，生於台灣高雄，中華民國企業家，現任台旭環境科技股份有限公司（Taiwan-Asahi Environmental Technology Co.,Ltd.）董事長、台灣區環保設備工業同業公會第八屆理事長、新北市工業會監事會召集人、大毅技術工程股份有限公司董事長、淡江大學航空太空工程學系教授。

## 學歷
- 淡江大學航空太空工程學系  學士
- 國立政治大學企管所企業家班
- 美國甘乃迪大學企業管理研所碩士MBA
- 國立政治大學企業管理研究所高階主管碩士EMBA
- 美國州立馬里蘭大學企業管理管博士

※專長: 企業經營、策略管理、企業政策、產業政策 

## 經歷

### 產業界
- 台旭環境科技中心股份有限公司 董事長&總經理
- 大毅技術工程股份有限公司董事長&總經理
- 聲寶股份有限公司(聲寶集團)獨立董事、薪酬&審計委員會召集人
- 永崴科技股份有限公司(正崴集團)獨立董事、薪酬&審計委員
- 明泰科技(佳世達集團)獨立董事、薪酬&審計委員
- 晟楠科技股份有限公司(晟楠焊錫集團)獨立董事、薪酬委員會

### 學術界
- 淡江大學航空太空工程學系教授
- 國立政治大學EMBA、企家班、科技班兼任授課教授
- 中國上海理工大學兼任教授
- 淡江大學校務發展委員會委員
- 全國管理碩士論文獎評審委員
- 產業學術社團
- 財團法人商業發展研究院 董事&策略顧問
- 中華民國環境檢驗測定商業同業公會理事長(第6屆)
- 中華民國全國商業總會 監事
- 政治大學EMBA校友會創會理事長
- 政治大學企研所企業家班校友會名譽會長
- 新北市淡江大學校友會名譽理事長
- 淡江大學航空系友會總會長
- 淡江大學菁英會會長
- 台灣土壤地下水產業策略聯盟主席
- 台灣區環保設備工業同業公會名譽理事長
- 新北市工業會顧問
- 中華民國環境分析學會顧問
- 政大企研所校友會理事
- 中華民國檢測驗證學會理事
- 台灣土壤及地下水環境保護協會名譽副理事長
- 台灣玉山科技協會監事
- 台灣工商企業聯合會理事
- 社團法人台灣環境管理協會常務理事
- 台灣PM2.5監測與控制產業發展協會  副理事長
- 台灣低碳社會與綠色經濟推廣協會   副理事長
- 中華民國全國中小企業總會 顧問

## 榮譽
1. 民國88年榮獲內政部頒發全國優良理監事(88)代表台灣區環保設備同業公會
2. 民國97年榮獲內政部頒發全國優良理監事(97)代表全國工業總會
3. 民國102年榮獲經濟部頒發第22屆國家磐石獎，中小企業最高榮譽
4. 民國103年榮獲世界環保大會WEC頒發節能環保可持續發展領域最高獎-2014第四屆國際碳金獎
5. 民國103年榮獲國際EY安永企業家獎，此獎是全球第一個表彰優秀企業家的國際性獎項
6. 民國103年榮獲經濟部頒發第一屆國家智榮獎，此獎代表智慧傳承、榮耀再現、職涯再造三大目標所設置
7. 民國104年榮選華商韜略“全球華商名人堂”全球華商名人堂，深度報導華人商界領袖報導與傳記典藏傳播平臺
8. 民國104年榮獲經濟部頒發第69屆中華民國優良商人-金商獎，獲經濟部頒贈「經濟部獎狀」及「金商獎」獎座
9. 民國105年榮獲頒發李國鼎管理獎章
10. 民國106年、108年榮獲第4屆潛力中堅企業(隱形冠軍)
11. 民國106年、109年榮獲天下CSR企業公民小巨人獎
12. 民國105-106年榮獲台灣企業永續報告CSR績優獎
13. 民國107年-109榮獲台灣企業永續報告CSR銀獎
14. 民國107年負責人擔任財團法人商業發展研究院顧問
15. 民國107年度財政部北區國稅局新北地區績優營業人獎(30萬家選30家)
16. 民國107年第25屆國家品質獎-產業支援典範獎
17. 民國108年運動企業認證標章
18. 民國109年促進身心障礙就業績優獎
19. 民國110年卓越中堅企業(隱形冠軍)

### 淡江榮譽
- 民國91年淡江大學菁英金鷹獎
- 民國99年淡江大學建校60週年60位傑出校友
- 民國100年淡江大學卓越校友
- 民國106年淡江大學傑出系友
- 民國109年淡江大學菁英會會長